# Alte Synagoge (Duisburg)
Die 1875 eingeweihte Alte Synagoge Duisburg an der Junkernstraße wurde beim Novemberpogrom 1938 zerstört.
Sie wurde, wie auch die Synagogen in Hamborn und Ruhrort, während der Pogrome am 9. November 1938 von den Nationalsozialisten niedergebrannt. Nach anschließender Aufforderung durch Oberbürgermeister Hermann Freytag ließ die jüdische Gemeinde danach die Grundmauern abreißen. Am Platz der früheren Synagoge in der Junkerstraße 2 wurde 1987 eine Gedenkstelle eingeweiht.
Die neue Synagoge Duisburg wurde 1999 eingeweiht.